# Webster (Dakota del Sud)
Webster è un comune (city) degli Stati Uniti d'America e capoluogo della contea di Day nello Stato del Dakota del Sud. La popolazione era di 1,886 persone al censimento del 2010. La città è nota per aver dato i natali al wrestler della WWE Brock Lesnar.

## Geografia fisica
Webster è situata a 45°20′01″N 97°31′10″W.
Secondo lo United States Census Bureau, ha un'area totale di 1,49 miglia quadrate (3,86 km²).

## Storia
La città fu pianificata nel 1880, e prende questo nome in onore di J. B. Webster, un primo colono.

## Società

### Evoluzione demografica
Secondo il censimento del 2010, c'erano 1,886 persone.

### Etnie e minoranze straniere
Secondo il censimento del 2010, la composizione etnica della città era formata dal 95,1% di bianchi, lo 0,2% di afroamericani, il 2,3% di nativi americani, lo 0,2% di asiatici, lo 0,3% di altre razze, e l'1,9% di due o più etnie. Ispanici o latinos di qualunque razza erano lo 0,7% della popolazione.